# Kotal-e Khushk
Kotal-e Khushk är ett bergspass i Afghanistan. Daykondi, i den centrala delen av landet, 300 kilometer väster om huvudstaden Kabul.